# Суперфиций
Суперфи́ций (от лат. Superficies solo cedit — Строение следует за землёй) — право застройки. Одно из ограниченных вещных прав пользования чужим недвижимым имуществом (земельным участком). Суперфиций можно передавать по наследству, обременять залогом, отчуждать в пользу третьих лиц. Устанавливается на определённый или неопределённый срок.
Понятие суперфиция впервые было сформировано в римском праве. Здесь суперфиций рассматривался как разновидность права на чужие вещи (лат. jus in re aliena). Суперфиций отличался от простого договора аренды тем, что он имел вещный и наследственный характер и мог отчуждаться вне зависимости от согласия владельца земли.

## Источник
- Суперфиций — статья из Большой советской энциклопедии.